# Methacrifos
Methacrifos ist eine chemische Verbindung aus der Gruppe der substituierten Thiophosphorsäureester und ist ein Enolester.

## Gewinnung und Darstellung
Methacrifos kann durch Reaktion des Natriumsalzes von 3-Hydroxymethacrylsäuremethylester mit O,O-Dimethylchlorthiophosphat gewonnen werden.

## Eigenschaften
Methacrifos ist eine farblose Flüssigkeit, die sehr schwer löslich in Wasser ist.

## Verwendung
Methacrifos wird als Insektizid und Akarizid verwendet.

## Zulassung
In der Europäischen Union ist Methacrifos mit der Verordnung (EG) Nr. 2076/2002 vom 20. November 2002 nicht in den Anhang I der Richtlinie 91/414/EWG aufgenommen worden. Daher dürfen in den Staaten der EU keine Pflanzenschutzmittel zugelassen werden, die Methacrifos enthalten.
In Deutschland, Österreich und der Schweiz sind keine Pflanzenschutzmittel mit diesem Wirkstoff zugelassen.